# Forum des diasporas africaines
 (février 2020).
 (février 2020).
 (février 2020).
Le Forum des diasporas africaines (FDDA) est un événement annuel qui se déroule à Paris en juin,. Ce forum économique a pour objectif de promouvoir le potentiel créatif et entrepreneurial de la jeunesse d’origine africaine en France et Europe. Plus largement, le FDDA vise à encourager et accompagner tous ceux qui souhaitent développer un projet en lien avec l’Afrique. La journée, qui est en accès gratuite, est composée de conférences, d'ateliers, concours de pitch, rencontres BtoB, et de partage d’expériences entre membres des diasporas et décideurs économiques et politiques.

## Origine
Créé en 2018 à l'initiative de Jean-Louis Guigou, Président de l'IPEMED[Quoi ?], afin de repenser l'intégration régionale euro-africaine, avec les diasporas non plus qu'une question migratoire, ou un objet socio-culturel, mais plutôt un enjeu économique et politique majeur des années à venir[style à revoir], le Forum fait écho à la mise en priorité de l'Afrique par le Chef de l'État Français pour la diplomatie et le rayonnement économique de la France.
Chaque année, le FDDA s'appuie sur les travaux d'un conseil d'orientation représentant les diasporas de plus de 30 pays africains, comme notamment le Forim, Maroc Entrepreneurs, l'ADYFE, Bond'Innov, l'OFAD, l'ADEPT, Welcoming Diasporas, Conseil Supérieur de la Diaspora Malienne (CSDM), Haut conseil des collectivités territoriales du Sénégal, AlFranc Network, Direction générale des ivoiriens de l’extérieur au ministère de l’Intégration Africaine et des Ivoiriens de l’Extérieur, Nigerians In Diaspora Organisation Europe France (NIDOE), l'ADAC, mais également d'organismes économiques comme la CCI Paris Ile-de-France, la CPME, ANIMA, Banque Postale.  
Sa réalisation opérationnelle et logistique est pilotée par 2 agences : Classe Export et Euro2c.    